# Benny Brown
Benjamin Gene (Benny) Brown (San Francisco, 27 september 1953 - Ontario (Californië) 1 februari 1996) was een Amerikaanse atleet, die gespecialiseerd was in de sprint.

## Biografie
Op de Amerikaanse trials voor de spelen van 1976 eindigde Frazier als vierde op 400 meter, vanwege deze klassering werd hij geselecteerd voor de 4x400 meter estafette. Brown liep de derde ronde in de estafette in een tijd van 44,6 seconde en behaalde de gouden medaille.

## Titels
- Olympisch kampioen 4 x 400 m estafette - 1976

## Persoonlijke records
- 200 m – 20,6 s (1975)
- 400 m – 44,7 s (1973)

## Palmares

### 4 x 400 m estafette
- 1976:  OS - 2.58,65

1912: Sheppard, Lindberg, Meredith, Reidpath ·
1920: Griffiths, Lindsay, Ainsworth-Davis, Butler ·
1924: Cochran, Helffrich, MacDonald, Stevenson ·
1928: Baird, Alderman, Spencer, Barbuti ·
1932: Fuqua, Ablowich, Warner, Carr ·
1936: Wolff, Rampling, Roberts, Brown ·
1948: Harnden, Bourland, Cochran, Whitfield ·
1952: Wint, Laing, McKenley, Rhoden ·
1956: Jenkins, Jones, Mashburn, Courtney ·
1960: Yerman, Young, G. Davis, O. Davis ·
1964: Cassell, Larrabee, Williams, Carr ·
1968: Matthews, Freeman, James, Evans ·
1972: Asati, Nyamau, Ouko, Sang ·
1976: Frazier, Brown, Newhouse, Parks ·
1980: Valiulis, Linge, Tsjernetski, Markin ·
1984: Nix, Armstead, Babers, McKay ·
1988: Everett, Lewis, Robinzine, Reynolds ·
1992: Valmon, Watts, Johnson, Lewis ·
1996: Harrison, Smith, Mills, Maybank ·
2000: Bada, Chukwu, Monye, Udo-Obong  ·
2004: Harris, Brew, Wariner, Williamson ·
2008: Merritt, Taylor, Neville, Wariner ·
2012: Brown, Pinder, Mathieu, Miller ·
2016: Hall, McQuay, Roberts, Merritt ·
2020: Cherry, Norman, Deadmon, Benjamin ·
2024: Bailey, Norwood, Deadmon, Benjamin